# Swansboro
Swansboro est une ville américaine située dans le comté d'Onslow dans l'État de Caroline du Nord. En 2010, sa population était de 2 663 habitants.

## Démographie
| 1850 | 1870 | 1880 | 1890 | 1900 | 1910 |
| ---- | ---- | ---- | ---- | ---- | ---- |
| 801  | 141  | 128  | 233  | 265  | 390  |

| 1920 | 1930 | 1940 | 1950 | 1960  | 1970  |
| ---- | ---- | ---- | ---- | ----- | ----- |
| 420  | 394  | 454  | 559  | 1 104 | 1 207 |

| 1980 | 1990  | 2000  | 2010  | - | - |
| ---- | ----- | ----- | ----- | - | - |
| 976  | 1 165 | 1 426 | 2 663 | - | - |

## Source de la traduction
- (en) Cet article est partiellement ou en totalité issu de l’article de Wikipédia en anglais intitulé « Swansboro, North Carolina » (voir la liste des auteurs).